# Château de Logne
Le château de Logne est une place fortifiée construite sur un éperon rocheux au confluent de l'Ourthe et de la Lembrée, à Vieuxville dans la commune de Ferrières en province de Liège (Belgique).
Édifié au début du XIIe siècle comme défense occidentale de la principauté de Stavelot, il est détruit en 1521 lors du conflit entre Charles-Quint et François Ier. Ses vestiges sont classés au patrimoine immobilier de Wallonie.

## Situation
Entre les vallées encaissées de l'Ourthe (à l'ouest) et de son affluent la Lembrée (à l'est), un long et étroit éperon rocheux d'une soixantaine de mètres de haut a permis la construction du château fort de Logne, forteresse haut-perchée et facile à défendre.

## Histoire
Des traces de présence humaine préhistorique ont été relevées sur le site, sans doute liées à la situation du lieu, idéal comme refuge. 
Au Ve siècle, Logne, en région Calestienne - en bordure du Condroz et de l'Ardenne, est terre romaine et résiste aux envahisseurs germaniques, et quatre siècles plus tard, aux Normands. Le lieu est mentionné une première fois en 862 – sous le nom de ‘Lomna’- dans une charte du roi de Lotharingie, Lothaire II. Elle est possession de l’abbaye de Stavelot. Le château est quant à lui mentionné pour la première fois vers 883-885. Il sert de retraite aux moines de Stavelot lors de l'invasion par les Normands.
Au début du XIIe siècle, sous l'impulsion de l'abbé Wibald, fondateur de la principauté de Stavelot Logne devient ‘comté’  et de solides fortifications sont données au ‘refuge des moines’. La tour-donjon du Nord-Ouest, résidence de Nicolas de Logne, est édifiée. Pour permettre le ravitaillement et l'établissement d'une garnison permanente, Wibald fonde le nouveau village de Logne au pied du château. Un texte ancien de 1105 lui donne la dénomination de ‘château de Logne’. Le comté de Logne est alors créé au XIIe siècle. Il s'agit du district occidental de la principauté.
Lorgne est devenu le château fort qui défendra la frontière occidentale de la principauté de Stavelot-Malmedy. C’est son apogée. Comme d’autres places similaires le château fort a des prérogatives militaires et judiciaires.
Au début des XIIIe et XIVe siècles, jugeant la place mal gardée par les vassaux de l'abbaye et craignant qu'elle ne tombe aux mains de leurs ennemis (notamment l'évêque de Liège), les comtes de Luxembourg l'occupent illicitement à deux reprises.
Au XVe siècle (1427), l'abbé Jean Godeschalc de Gueuzaine, en proie à d'énormes difficultés financières, remet terres et château en gage à la famille de La Marck – Évrard de la Marck pour 4000 florins du Rhin. Plusieurs membres de cette famille furent surnommés les «sangliers des Ardennes».
En 1478, la forteresse est occupée par le petit-fils d'Éverard,  Guillaume à la barbe, seigneur de Lummen. Soutenu par la France, Guillaume utilise la place contre l'évêque de Liège Louis de Bourbon et contre les intérêts bourguignons aux Pays-Bas. Maximilien d'Autriche, régent des Pays-Bas, s'empare de Logne en 1480. Guillaume récupère le château en 1482 et y installe comme capitaine son gendre, Jeannot le Bâtard. Logne devient un repaire de pillards. Guillaume est exécuté en 1485 à Maastricht. Ses frères continuent la lutte et s'en prennent au nouveau prince-évêque de Liège, Jean de Hornes. 
À la fin du XVe siècle une nouvelle enceinte extérieure est aménagée en contrebas, construction motivée par la nécessité d’adapter les défenses du château aux progrès de l’artillerie. Au début du XVIe siècle, le château est transformé et modernisé.  
En 1514, Guillaume de Jametz, fils de Robert II de la Marck, seigneur de Sedan et neveu de Guillaume à la Barbe prend possession du château. 
En 1521, Robert II, dit "le Diable", prend parti pour le roi de France François 1er et défie l'autorité de l'empereur Charles Quint. En représailles, ce dernier envoie une armée conquérir les places fortes de la famille la Marck. Du 20 avril au 1er mai, sous le commandement d'Henri de Nassau-Bréda, vingt canons bombardent le site depuis les collines avoisinantes. La garnison est décimée. Les survivants se suicident ou se rendent, pour être ensuite exécutés. Le château est démantelé et Charles Quint interdit sa reconstruction. Le 2 mai, la colline est rendue aux moines de Stavelot.
Après 1521, les villages de la vallée sont reconstruits à l'aide des matériaux prélevés sur les ruines. À Vieuxville, l'ancienne ferme abbatiale de la Bouverie reste un témoignage de l'architecture rurale du XVIe siècle.

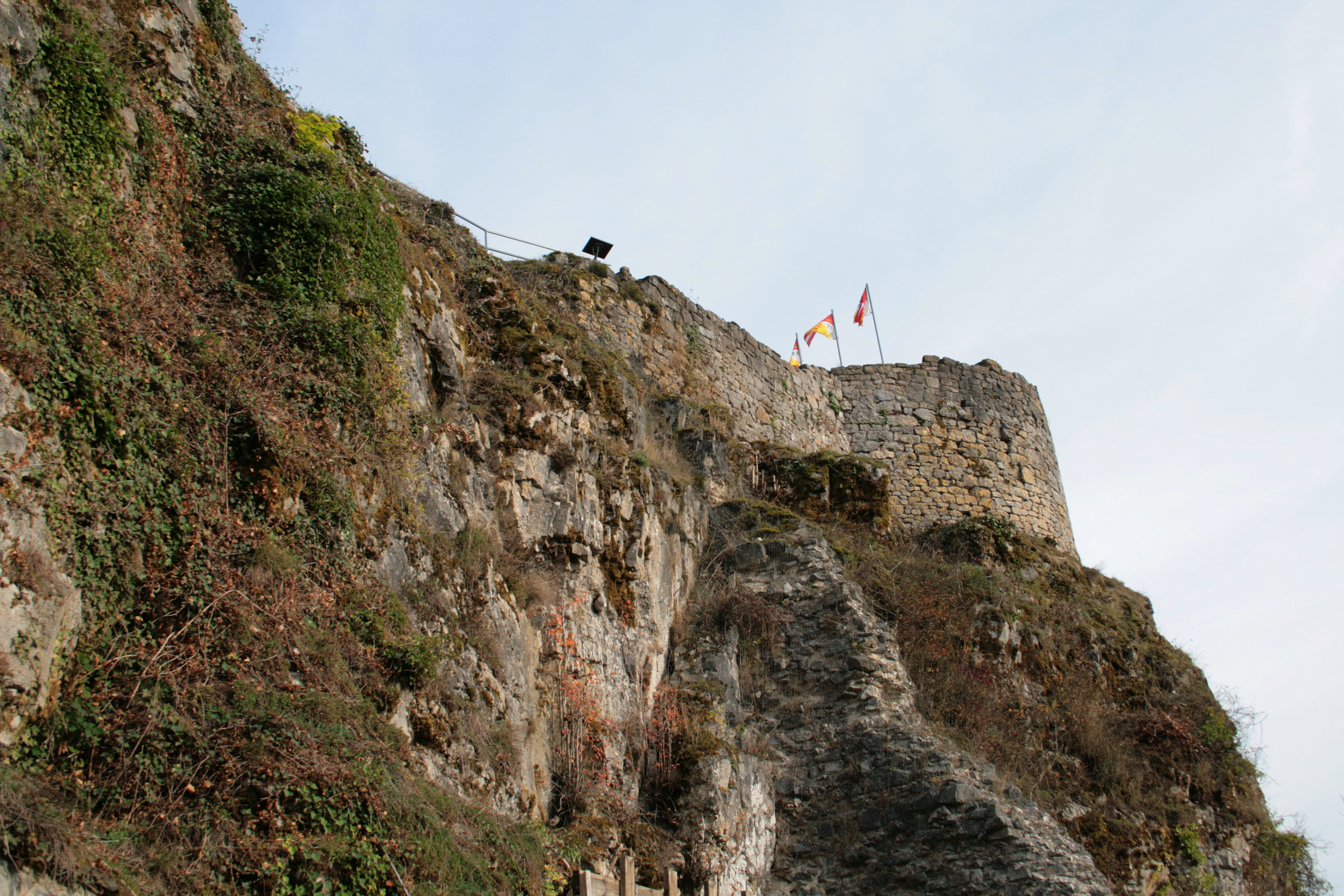
Château de Logne, à Vieuxville

## Aujourd’hui
Les ruines sont laissées à l’abandon jusqu’en 1898. Au début du XXe siècle une modeste rénovation est mise en chantier et des fouilles sont entreprises par Auguste Dupont, avocat à Anvers et propriétaire du site, et par une association d’Amis de Logne’. Le site est acquis par la province de Liège en 1968. Son entretien et exploitation touristique sont gérés depuis 1984 par l’Association de gestion des domaines touristiques du vallon de la Lembrée.
Un puits de 56 mètres de profondeur et deux mètres et demi de diamètre, comblé et abandonné depuis près de cinq siècles, fut déblayé et fouillé de 1990 à 2003.  Des centaines d’objets, la plupart d’usage domestique (bols, écuelles, verres), furent récupérés des gravats remontés à la surface. Certains sont en bon état de conservation. Quelques armes furent également trouvées ainsi que la machinerie destinée à remonter les seaux rempli d’eau en surface. De nombreux objets découverts au château sont visibles au musée du château fort de Logne situé à la ferme de la Bouverie distante d'environ 1 km.